# Porte-des-Pierres-Dorées
Porte-des-Pierres-Dorées – gmina we Francji, w regionie Owernia-Rodan-Alpy, w departamencie Rodan. W 2013 roku liczba ludności wynosiła 2906 mieszkańców. 
Gmina została utworzona 1 stycznia 2017 roku z połączenia dwóch ówczesnych gmin: Liergues oraz Pouilly-le-Monial. Siedzibą gminy została miejscowość Pouilly-le-Monial. Dnia 1 stycznia 2019 roku nastąpiły kolejne zmiany administracyjne. Do Porte-des-Pierres-Dorées włączono ówczesną gminę Jarnioux. Siedzibą gminy pozostała miejscowość Pouilly-le-Monial. 